# Robert Stankiewicz
Robert Stankiewicz – polski malarz, działający na przełomie XVIII i XIX w. 

## Życiorys
Należał do młodszej generacji malarzy działających już w okresie porozbiorowym, o której wiadomo znacznie mniej niż o szeroko znanych artystach związanych z mecenatem Stanisława Augusta Poniatowskiego. Stankiewicza w swoim "Słowniku" wymienia Edward Rastawiecki, podając, że namalował on architekturę iluzjonistyczną w kościele Pijarów w Wieluniu oraz dekoracje na Jasnej Górze. Istnienie tych, dzisiaj już nieistniejących, polichromii nie zostało jednak do tej pory potwierdzone. Wiadomo również, że w 1808 roku malarz ten zawarł kontrakt na dekorację malarską pięciu pomieszczeń w pałacu Walickich w Małej Wsi na Mazowszu. W 1808 roku podpisał on również z Klementyną Walicką kontrakt na dekorację malarską w jej rezydencji w Warszawie zaprojektowaną przez Fryderyka Alberta Lessla. W 2002 roku podczas prac restauratorskich prowadzonych w pałacu w Dobrzycy, wzniesionym na przełomie XVIII i XIX w. dla generała Augustyna Gorzeńskiego przez Stanisława Zawadzkiego na murach wcześniejszej budowli, pod warstwami późniejszych przemalowań odkryto dekoracje groteskowe autorstwa Roberta Stankiewicza. Na szczególną uwagę zasługuje tam salonik groteskowy z dekoracjami wzorowanymi (za pośrednictwem rozpowszechnionych wtedy wzorników Giovanniego Volpata) na malowidłach Rafaela w Pałacu Watykańskim – na jednej z supraport zachował się fragment sygnatury „Robert Stan… pinxit”. Najprawdopodobniej Stankiewicz jest również twórcą dekoracji groteskowych zachowanych w innych wnętrzach dobrzyckiego pałacu, w odróżnieniu od iluzjonistycznych pejzaży przypisywanych Antoniemu Smuglewiczowi.